# Poggiorsini
Poggiorsini – miejscowość i gmina we Włoszech, w regionie Apulia, w prowincji Bari.
Według danych na styczeń 2009 gminę zamieszkiwało 1447 osób przy gęstości zaludnienia 33,6 os./1 km².